# ビールジャンド
ビールジャンド（ペルシア語: بیرجند; Bīrjand  発音）はイラン東部・南ホラーサーン州の州都。同州はホラーサーン州分割以前はビールジャンドあるいはクーヘスターンと呼ばれるホラーサーン州の一部であった。ビールジャンドの人口は2006年現在、218,783人。サフラン、メギ、手織り絨毯・敷物の産地として知られる。気候は乾燥し、昼夜の寒暖差が大きい。急速な発展により、イラン東部においてマシュハド、ザーヘダーンに次ぐ主要都市となりつつある。

## 歴史
ビールジャンドがクーヘスターンの中心都市として現れるのはサファヴィー朝期で、これまでクーヘスターンの中心であったガーエンが、おそらくは大地震により衰微して以降のことである。このときからガージャール朝の終わりまでアラム家がこの地域を支配し、アラム家の半自治領的な状態となっていた。
ビールジャンドは、イランの東方国境パキスタン、アフガニスタンに接する地域にあり、インド洋方面からホラーサーンを結ぶ南北路の中間点である。この頃イギリスとロシアは、グレートゲームとよばれるユーラシア大陸における巨大な南北間勢力争いを展開しており、ビールジャンドを重視。領事館分館を設けている。このことから両世界大戦でも重要拠点となり、特に第二次世界大戦においては、ソ連への武器貸与援助ルートの拠点となっている。
パフラヴィー朝期に入っても、当時のアラム家の当主ショウキャトルモルク・モハンマド・エブラーヒーム・ハーン（1944年没、パフラヴィー朝の首相を務めたアサドッラー・アラムの父）がクーヘスターンの郡ガーエナート（ガーエンを郡府とし、ビールジャンドも含まれる）をアミールとして治めていた。ショウキャトルモルクは非常に開明的な人物であり、1908年にはビールジャンド最初の学校ショウキャト学校（マドレセ・ショウキャティーエ）を開設。1923年に導水管による上水道を開設。これはイラン最初のものである。
しかしながら、レザー・シャーの時代には中央集権を志向する政府の政策から、ビールジャンドはイランにおける国内的重要性を失い、クーヘスターン全体が近代ホラーサーン州の一部として編入された。地元の人びとはモハンマド・レザー・シャー治世の半ばから州への昇格を求める運動を展開。これが結実するのは約40年後の2004年で、ホラーサーン州は3州に分割され、クーヘスターンはイラン・イスラーム共和国政府のもとで公式に南ホラーサーン州となり、ビールジャンドも州都としての地理的重要性を回復することになった。

## 教育
ビールジャンド最初の学校「マドレセ・ショウキャティーエ」はその後大学にまで成長し、ビールジャンド大学となっている。ビールジャンドの高等教育機関は以下の通り。
- ビールジャンド大学
- ビールジャンド医科大学
- イスラーム自由大学ビールジャンド
- パーヤメ・ヌール大学 （通信制。学習センター）
- イラン産業鉱業大学

## 交通
ビールジャンド空港がある。

## ビールジャンド出身の著名人
アブドゥルアリー・ビールジャンディー16世紀の著名な天文学者
アサドッラー・アラムモハンマド・レザー・シャーの許で首相を務めた。アラム家出身。ショウキャトルモルクの子。

## 註
1. ↑  Skrine, Sir Clamont (1962). World War in Iran. London: Constable. pp. 89, 94